# ライカム坂トラック転覆事故
ライカム坂トラック転覆事故（ライカムざかトラックてんぷくじこ）とは、1947年2月25日にアメリカ占領下の沖縄の北中城村で発生した交通事故。

## 概要
1947年2月25日、北中城村の通称ライカム坂で、2トン半型トラックが左折しようとしたところ、乗客が左に寄ってしまったため横転し、そのまま下敷きとなってしまった。死者26人重傷者17人の大惨事となった。

## 原因

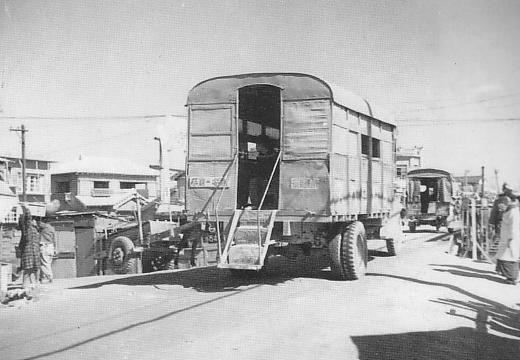
当時のトラック改造バス

このトラックは建設会社所有のもので、米軍の軍作業員を輸送していた。しかし当時はバスなどの公共交通機関が整備されておらず、軍作業員でない一般人も便乗しており、定員25人のところ倍以上の59人も乗せていたため、その重みでバランスを崩したのが原因であった。
沖縄民警察（後の琉球警察）は、以後定員オーバーの交通違反を徹底的に取り締まるようになった。